# Moscow United
I Moscow United ((RU)  Юнайтед) sono una squadra di football americano di Mosca, in Russia, fondata nel 2011.
La squadra ha una sezione femminile chiamata Moscow Unicorns.

## Dettaglio stagioni

### Tornei nazionali

#### Campionato

##### Campionato russo/LAF/EESL
| Stagione | regular season | regular season | regular season | regular season | regular season | regular season | playoff | playoff | playoff | playoff | playoff | playoff                    | playoff                   |
|          | Vin            | Par            | Per            | Tot            | PF             | PS             | Vin     | Per     | Tot     | PF      | PS      | risultato                  | avversaria                |
| -------- | -------------- | -------------- | -------------- | -------------- | -------------- | -------------- | ------- | ------- | ------- | ------- | ------- | -------------------------- | ------------------------- |
| 2014     | 4              | 0              | 1              | 5              | 128            | 49             | 0       | 1       | 1       | 6       | 8       | Quarti di finale           | Sankt Petersburg Griffins |
| 2015     | 4              | 0              | 4              | 8              | 102            | 123            | -       | -       | -       | -       | -       | -                          | -                         |
| 2016     | 1              | 0              | 6              | 7              | 58             | 213            | -       | -       | -       | -       | -       | -                          | -                         |
| 2017     | 2              | 0              | 5              | 7              | 77             | 189            | -       | -       | -       | -       | -       | -                          | -                         |
| 2018     | 3              | 0              | 4              | 7              | 154            | 222            | 1       | 1       | 2       | 43      | 60      | Finale Coppa delle Regioni | Perm Steel Tigers         |
| 2022     | 0              | 0              | 5              | 5              | 42             | 208            | -       | -       | -       | -       | -       | -                          | -                         |
| Totale   | 14             | 0              | 25             | 39             | 561            | 1004           | 1       | 2       | 3       | 49      | 68      |                            |                           |

Fonti: Enciclopedia del Football - A cura di Roberto Mezzetti

##### WLAF Russia
| Stagione | regular season | regular season | regular season | regular season | regular season | regular season | playoff | playoff | playoff | playoff | playoff | playoff     | playoff    |
|          | Vin            | Par            | Per            | Tot            | PF             | PS             | Vin     | Per     | Tot     | PF      | PS      | risultato   | avversaria |
| -------- | -------------- | -------------- | -------------- | -------------- | -------------- | -------------- | ------- | ------- | ------- | ------- | ------- | ----------- | ---------- |
| 2019     | 3              | 0              | 0              | 3              | 120            | 0              | -       | -       | -       | -       | -       | Campionesse | -          |
| 2021     | 4              | 0              | 0              | 4              | 104            | 28             | -       | -       | -       | -       | -       | Campionesse | -          |
| Totale   | 7              | 0              | 0              | 7              | 224            | 28             | -       | -       | -       | -       | -       |             |            |

Fonti: Enciclopedia del Football - A cura di Roberto Mezzetti

##### Pervaja Liga
| Stagione | regular season | regular season | regular season | regular season | regular season | regular season | playoff | playoff | playoff | playoff | playoff | playoff   | playoff              |
|          | Vin            | Par            | Per            | Tot            | PF             | PS             | Vin     | Per     | Tot     | PF      | PS      | risultato | avversaria           |
| -------- | -------------- | -------------- | -------------- | -------------- | -------------- | -------------- | ------- | ------- | ------- | ------- | ------- | --------- | -------------------- |
| 2021     | 4              | 0              | 2              | 4              | 105            | 82             | 2       | 1       | 3       | 82      | 78      | Finale    | Samara Stormbringers |
| Totale   | 4              | 0              | 2              | 4              | 105            | 82             | 2       | 1       | 3       | 82      | 78      |           |                      |

Fonti: Enciclopedia del Football - A cura di Roberto Mezzetti

#### Coppa
| Stagione | regular season | regular season | regular season | regular season | regular season | regular season | playoff | playoff | playoff | playoff | playoff | playoff          | playoff         |
|          | Vin            | Par            | Per            | Tot            | PF             | PS             | Vin     | Per     | Tot     | PF      | PS      | risultato        | avversaria      |
| -------- | -------------- | -------------- | -------------- | -------------- | -------------- | -------------- | ------- | ------- | ------- | ------- | ------- | ---------------- | --------------- |
| 2020     | 1              | 0              | 1              | 2              | 44             | 18             | -       | -       | -       | -       | -       | -                | -               |
| 2021     | -              | -              | -              | -              | -              | -              | 0       | 1       | 1       | 27      | 32      | Quarti di finale | Spartak Bryansk |
| Totale   | 1              | 0              | 1              | 2              | 44             | 18             | 0       | 1       | 1       | 27      | 32      |                  |                 |

Fonti: Enciclopedia del Football - A cura di Roberto Mezzetti

### Tornei locali

#### Black Bowl
| Stagione | regular season | regular season | regular season | regular season | regular season | regular season | playoff | playoff | playoff | playoff | playoff | playoff   | playoff        |
|          | Vin            | Par            | Per            | Tot            | PF             | PS             | Vin     | Per     | Tot     | PF      | PS      | risultato | avversaria     |
| -------- | -------------- | -------------- | -------------- | -------------- | -------------- | -------------- | ------- | ------- | ------- | ------- | ------- | --------- | -------------- |
| 2019     | 5              | 0              | 1              | 6              | 208            | 63             | 0       | 1       | 1       | 13      | 17      | Wild Card | Podolsk Vityaz |
| Totale   | 5              | 0              | 1              | 6              | 208            | 63             | 0       | 1       | 1       | 13      | 17      |           |                |

Fonti: Enciclopedia del Football - A cura di Roberto Mezzetti

#### WLAF Moscow
| Stagione | regular season | regular season | regular season | regular season | regular season | regular season | playoff | playoff | playoff | playoff | playoff | playoff       | playoff    |
|          | Vin            | Par            | Per            | Tot            | PF             | PS             | Vin     | Per     | Tot     | PF      | PS      | risultato     | avversaria |
| -------- | -------------- | -------------- | -------------- | -------------- | -------------- | -------------- | ------- | ------- | ------- | ------- | ------- | ------------- | ---------- |
| 2018     | 3              | 0              | 3              | 6              | 86             | 193            | -       | -       | -       | -       | -       | Terzo posto   | -          |
| 2019     | 4              | 0              | 0              | 4              | 171            | 0              | -       | -       | -       | -       | -       | Campionesse   | -          |
| 2020     | 1              | 0              | 1              | 2              | 22             | 12             | -       | -       | -       | -       | -       | Secondo posto | -          |
| Totale   | 8              | 0              | 4              | 12             | 279            | 205            | -       | -       | -       | -       | -       |               |            |

Fonti: Enciclopedia del Football - A cura di Roberto Mezzetti

### Riepilogo fasi finali disputate
| Anno              | Luogo      | Evento           | Fase del torneo            | Incontro                                  | Risultato |
| 16 agosto 2014    | Puškin     | Campionato russo | Quarti di finale           | Sankt Petersburg Griffins - Moscow United | 8 - 6     |
| 5 agosto 2018     | Perm'      | LAF              | Finale Coppa delle Regioni | Perm Steel Tigers - Moscow United         | 42 - 6    |
| 7 settembre 2019  | Zelenograd | Black Bowl       | Wild Card                  | Moscow United - Podolsk Vityaz            | 13 - 17   |
| 5 settembre 2021  | Zelenograd | Pervaja Liga     | Finale                     | Moscow United - Samara Stormbringers      | 13 - 26   |
| 11 settembre 2021 | Brjansk    | Coppa di Russia  | Quarti di finale           | Spartak Bryansk - Moscow United           | 32 - 27   |

## Palmarès
- 2 WLAF Russia (2019, 2021)
- 1 WLAF Moscow (2019)